# کاراته (گروه موسیقی)
کاراته (انگلیسی: Karate) گروه موسیقی ایندی راک و پست راک آمریکایی بود که سال ۱۹۹۳ در بوستون ماساچوست شکل گرفت.
سبک متمایز و کمالگرایانهٔ گروه با عشق به بداهه‌پردازی، راک کلاسیک و نوعی پانک مسلکی دورهٔ جوانی اعضای گروه شناخته می‌شد؛ شیوه‌ای که با تلفیقِ غریب سبک‌های ایندی، پانک، جاز، بلوز و پست-راک، در هیچ‌یک از دسته‌بندی‌های مرسوم موسیقی نمی‌گنجید.
«کاراته» سال ۲۰۰۵ در پی مشکلات شنوایی جف فارینا، از بنیانگذاران گروه، منحل شد.